# آی‌تونز فستیوال: لندن ۲۰۱۲
آی‌تونز فستیوال: لندن ۲۰۱۲ (به انگلیسی: iTunes Festival: London 2012) آلبومی چندآهنگه از گروه انگلیسی-ایرلندی وان دایرکشن است، که در ۲۰ سپتامبر ۲۰۱۲ توسط سونی منتشر شد.